# Vratislav Dostál
Vratislav Dostál (* 21. listopadu 1976 Ústí nad Orlicí) je český novinář a politolog, v letech 2014 až 2020 člen Rady České televize.

## Život
Po absolvování Gymnázia Ústí nad Orlicí studoval politologii a sociologii na Fakultě sociálních studií Masarykovy univerzity, studia nedokončil.
Sedm let působil v internetovém Deníku Referendum, kde vedl domácí rubriku. Roku 2017 začal působit jako reportér a komentátor domácí politiky v internetovém deníku Info.cz.
V březnu 2014 byl zvolen Poslaneckou sněmovnou PČR členem Rady České televize. Do Rady ČT jej navrhlo občanské sdružení Centrum pro média a demokracii, získal 123 hlasů od přítomných poslanců. Funkci člena Rady ČT vykonával do března 2020.
Na podzim roku 2021 knižně publikoval reportážní road trip po českém a moravském venkově Česká jízda s obsáhlým doslovem sociologa Daniela Prokopa.